# Strawberry Switchblade (band)
Strawberry Switchblade was een Schots popduo bestaande uit Jill Bryson en Rose McDowall. Ze zijn vooral bekend van hun hit Since Yesterday uit 1984, die de vijfde plaats bereikte in de UK Singles Chart. Hun kleurrijke, opvallende uiterlijk met polka dots en strikjes contrasteerde met hun melancholische popsongs.

## Geschiedenis
Strawberry Switchblade werd in 1981 opgericht in Glasgow. In hun beginjaren waren ze een kwartet, maar al snel gingen Bryson en McDowall verder als duo. Hun eerste single, Trees and Flowers, werd uitgebracht in 1983 en gaat over de agorafobie van Bryson. Het nummer kreeg aandacht in de indie-muziekscene.
Met de release van Since Yesterday in 1984 brak het duo door. Het nummer werd een hit in het Verenigd Koninkrijk, Europa en Japan. In 1985 brachten ze hun enige studioalbum uit, genaamd Strawberry Switchblade. Het album bevatte ook andere singles zoals Let Her Go en Who Knows What Love Is?, maar deze haalden niet het succes van hun eerdere hit.
Ondanks hun korte succesperiode en een kenmerkende stijl, kwam het duo in 1986 ten einde door interne spanningen.

## Discografie

### Studioalbums
- 1985: Strawberry Switchblade

### Verzamelalbums
- 1985: The 12" Album (alleen uitgebracht in Japan)
- 2005: The Platinum Collection

### Singles
- 1983: Trees and Flowers
- 1984: Since Yesterday
- 1985: Let Her Go
- 1985: Who Knows What Love Is?
- 1985: Jolene (cover van Dolly Parton)
- 1985: Ecstasy (Apple of My Eye) (alleen uitgebracht in Japan)
- 1986: I Can Feel (alleen uitgebracht in Japan)

### Hitlijsten (VK)
| Jaar | Titel                   | Hoogste positie |
| ---- | ----------------------- | --------------- |
| 1984 | Since Yesterday         | #5              |
| 1985 | Let Her Go              | #59             |
| 1985 | Who Knows What Love Is? | #84             |
| 1985 | Jolene                  | #53             |